# Antonio Milošoski
Antonio Milošoski (Tetovo, 29 gennaio 1976) è un politico macedone, esponente del Partito Democratico per l'Unità Nazionale Macedone.

## Biografia
Nel 1999 si è laureato in giurisprudenza all'università di Skopje; ha proseguito gli studi presso l'università di Bonn ottenendo un master in integrazione europea.
Oltre alla sua lingua materna, parla correntemente l'inglese, il tedesco, l'albanese e il serbo-croato.
Ha ricoperto la carica di ministro degli affari esteri dal 27 agosto 2006 al 2011.